# Sanford (Manitoba)
Sanford ist eine nicht eingemeindete Kommune in der Rural Municipality Macdonald in der kanadischen Provinz Manitoba.
Sanford liegt etwa 12 Kilometer südwestlich der Provinzhauptstadt Winnipeg. Obwohl Sanford im Allgemeinen als „Schlafstadt“ betrachtet wird und viele Einwohner zur Arbeit nach Winnipeg pendeln, gibt es hier auch viele Bauernfamilien und kleine Unternehmen. Dazu gehören ein Lebensmittelgeschäft, ein Spirituosen- und Holzgeschäft, eine Familienphysiotherapie, eine Autowaschanlage, Versicherungs-, Buchhaltungs-, Reise- und Baudienstleister. Sanford besitzt eine bis zum 8. Schuljahr führende Schule, die J. A. Cuddy School, und eine zur 12. Klasse weiterführende Schule, das Sanford Collegiate.
In Sanford befinden sich auch Meadowbrook (eine kleine Seniorenwohnanlage), eine United Church und ein Erholungszentrum, außerdem die Wasseraufbereitungsanlage der Rural Municipality von Macdonald.